# Ireligiozitate
Ireligiozitatea este absența religiei, indiferența față de religie, respingerea religiei sau ostilitatea față de religie. Când este caracterizată ca respingere a convingerilor religioase, ea include ateismul explicit, disidența religioasă și umanismul secular. Atunci când este caracterizată ca ostilitate față de religie, ea include anticlericalismul, antireligiozitatea și antiteismul.
Când este caracterizată ca indiferență față de religie, ea include apateismul. Iar atunci când este caracterizată ca absență de convingeri religioase, ea poate include deismul, ateismul implicit, agnosticismul, pandeismul, ignosticismul, nonteismul, panteismul, panenteismul, scepticismul religios sau un caracter de liber-cugetător sau spiritual dar nu religios.
Un studiu din 2012 arată că 36% din populația globului nu este religioasă și că între 2005 și 2012 rata religiozității în lume a scăzut cu 9 puncte procentuale. Majoritatea persoanelor non-religioase (76%) este concentrată în Asia și zona Pacificului.

## Demografie

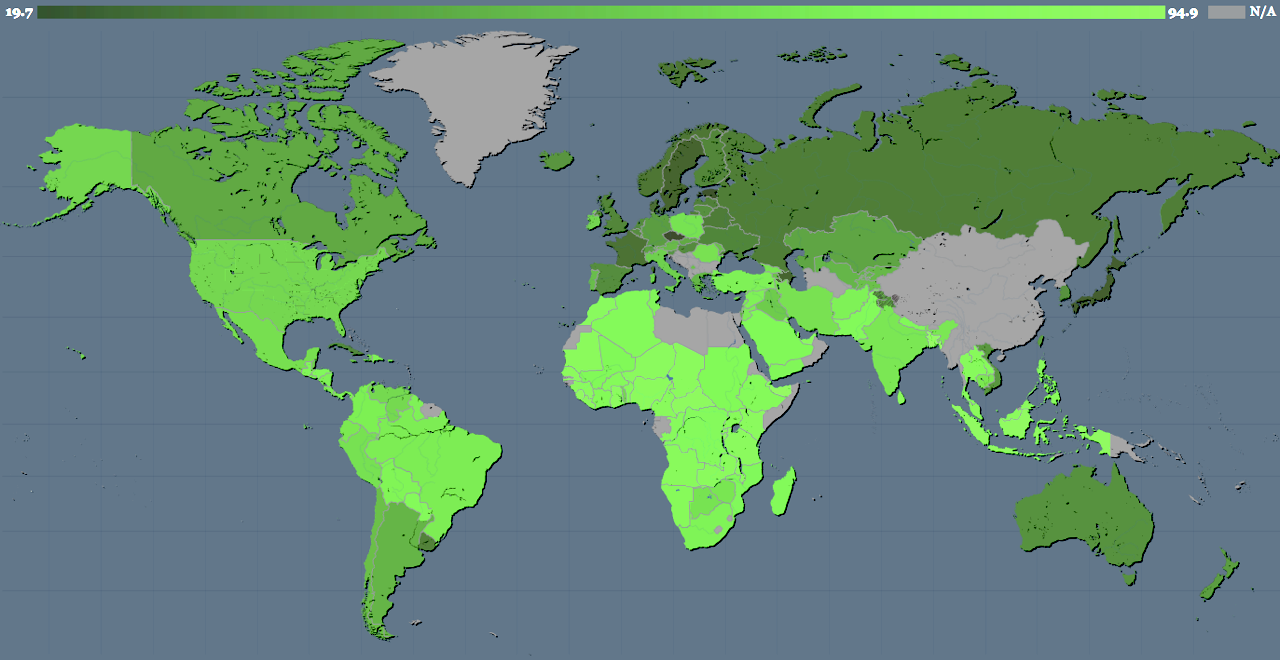
Indicele Gallup al Religiozității – 2009 (Culorile deschise indică religiozitatea, cele închise ireligiozitatea)

Tabelele de mai jos prezintă țările lumii după nivelul ireligiozității în ordine descrescătoare.
| Țara          | Procentul populației ireligioase (2006) | Data și sursa       |
| ------------- | --------------------------------------- | ------------------- |
| Cehia         | 67.8                                    | [ 6 ]               |
| Suedia        | 46–85 (în medie 65.5)                   | [ 7 ]               |
| Danemarca     | 43–80 (în medie 61.5)                   | [ 7 ]               |
| Germania      | 59                                      | [ 8 ]               |
| Țările de Jos | 51.3–61 (în medie 56.1)                 | [ 7 ] [ 9 ]         |
| Japonia       | 52                                      | [ 7 ]               |
| Azerbaidjan   | 51                                      | [ 10 ]              |
| Regatul Unit  | 50.6                                    | [ 11 ]              |
| China         | 8–93 (în medie 50.5)                    | [ 7 ] [ 12 ] [ 13 ] |
| Estonia       | 49                                      | [ 7 ]               |
| Franța        | 43–54 (în medie 48.5)                   | [ 7 ]               |
| Rusia         | 48.1                                    | [ 12 ]              |
| Belarus       | 47.8                                    | [ 12 ]              |
| Coreea de Sud | 46.5                                    | [ 12 ] [ 14 ]       |
| Vietnam       | 46.1                                    | [ 12 ]              |
| Finlanda      | 28–60 (în medie 44)                     | [ 7 ]               |
| Ungaria       | 42.6                                    | [ 12 ]              |
| Ucraina       | 42.4                                    | [ 12 ]              |
| Islanda       | 42                                      | [ 15 ]              |
| Noua Zeelandă | 41.9 (89.9% census response rate)       | [ 16 ]              |
| Letonia       | 40.6                                    | [ 12 ]              |
| Belgia        | 35.4                                    | [ 12 ]              |
| Chile         | 33.8                                    | [ 12 ]              |
| Statele Unite | 33                                      | [ 17 ]              |
| Ecuador       | 30.0                                    | [ 18 ]              |
| Luxemburg     | 29.9                                    | [ 12 ]              |
| Slovenia      | 29.9                                    | [ 12 ]              |
| Uruguay       | 29.4                                    | [ 12 ]              |
| Venezuela     | 27.0                                    | [ 12 ]              |
| Canada        | 23.9                                    | [ 19 ]              |
| Spania        | 23.3                                    | [ 20 ]              |
| Slovacia      | 23.1                                    | [ 12 ]              |

| Țara          | Procentul populației ireligioase (2006) | Data și sursa |
| ------------- | --------------------------------------- | ------------- |
| Australia     | 22.3                                    | [ 21 ]        |
| Elveția       | 21.4                                    | [ 22 ]        |
| Mexic         | 20.5                                    | [ 12 ]        |
| Lituania      | 19.4                                    | [ 12 ]        |
| Italia        | 17.8                                    | [ 12 ]        |
| Argentina     | 16.0                                    | [ 23 ]        |
| Africa de Sud | 15.1                                    | [ 24 ]        |
| Croația       | 13.2                                    | [ 12 ]        |
| Austria       | 12.2                                    | [ 12 ]        |
| Portugalia    | 11.4                                    | [ 12 ]        |
| Puerto Rico   | 11.1                                    | [ 12 ]        |
| Bulgaria      | 11.1                                    | [ 12 ]        |
| Filipine      | 10.9                                    | [ 12 ]        |
| Albania       | 8.0                                     | [ 25 ]        |
| Brazilia      | 8.0                                     | [ 26 ]        |
| Irlanda       | 7.0                                     | [ 27 ]        |
| India         | 6.6                                     | [ 12 ]        |
| Serbia        | 5.8                                     | [ 12 ]        |
| Peru          | 4.7                                     | [ 12 ]        |
| Polonia       | 4.6                                     | [ 12 ]        |
| Grecia        | 4.0                                     | [ 12 ]        |
| Turcia        | 2.5                                     | [ 12 ]        |
| România       | 2.4                                     | [ 12 ]        |
| Tanzania      | 1.7                                     | [ 12 ]        |
| Malta         | 1.3                                     | [ 12 ]        |
| Iran          | 1.1                                     | [ 12 ]        |
| Uganda        | 1.1                                     | [ 12 ]        |
| Nigeria       | 0.7                                     | [ 12 ]        |
| Thailanda     | 0.27                                    | [ 28 ]        |
| Bangladesh    | 0.1                                     | [ 12 ]        |